# Санта-Барбара (крепость)

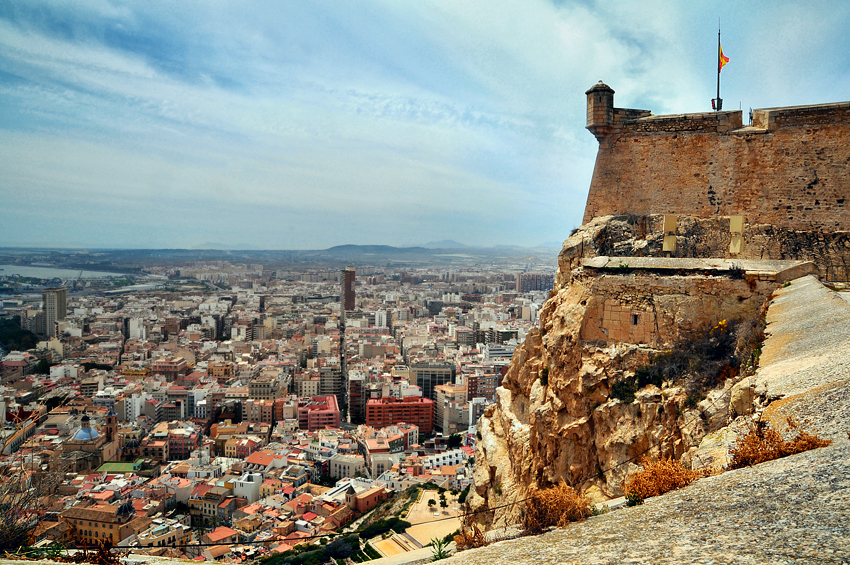
Вид на крепость Санта-Барбара и на Аликанте с горы Бенакантиль, 2011

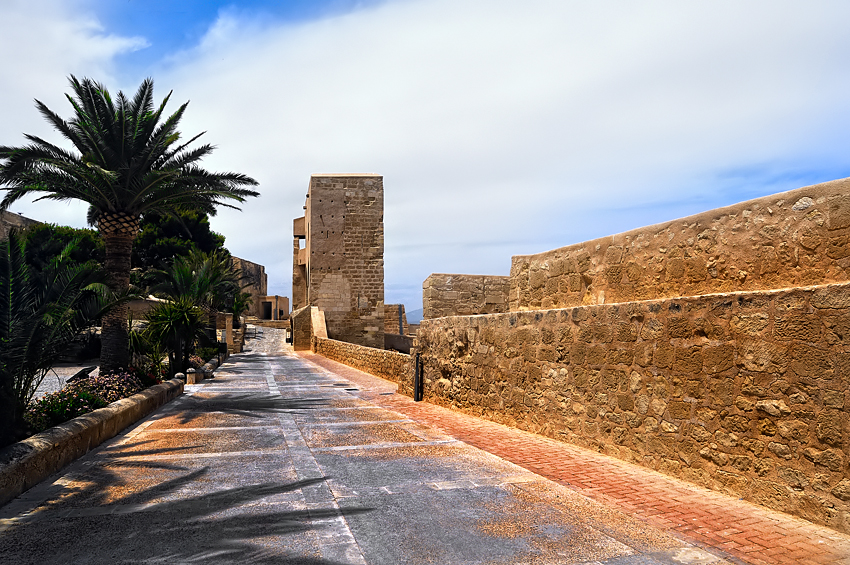
Внутренний вид крепости, 2011

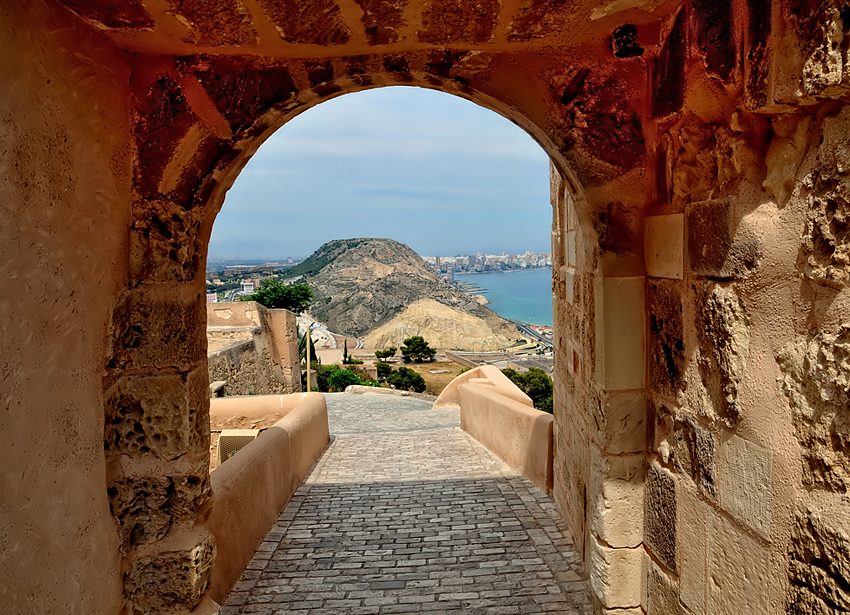
Вид на Аликанте из крепости Санта-Барбара, 2011

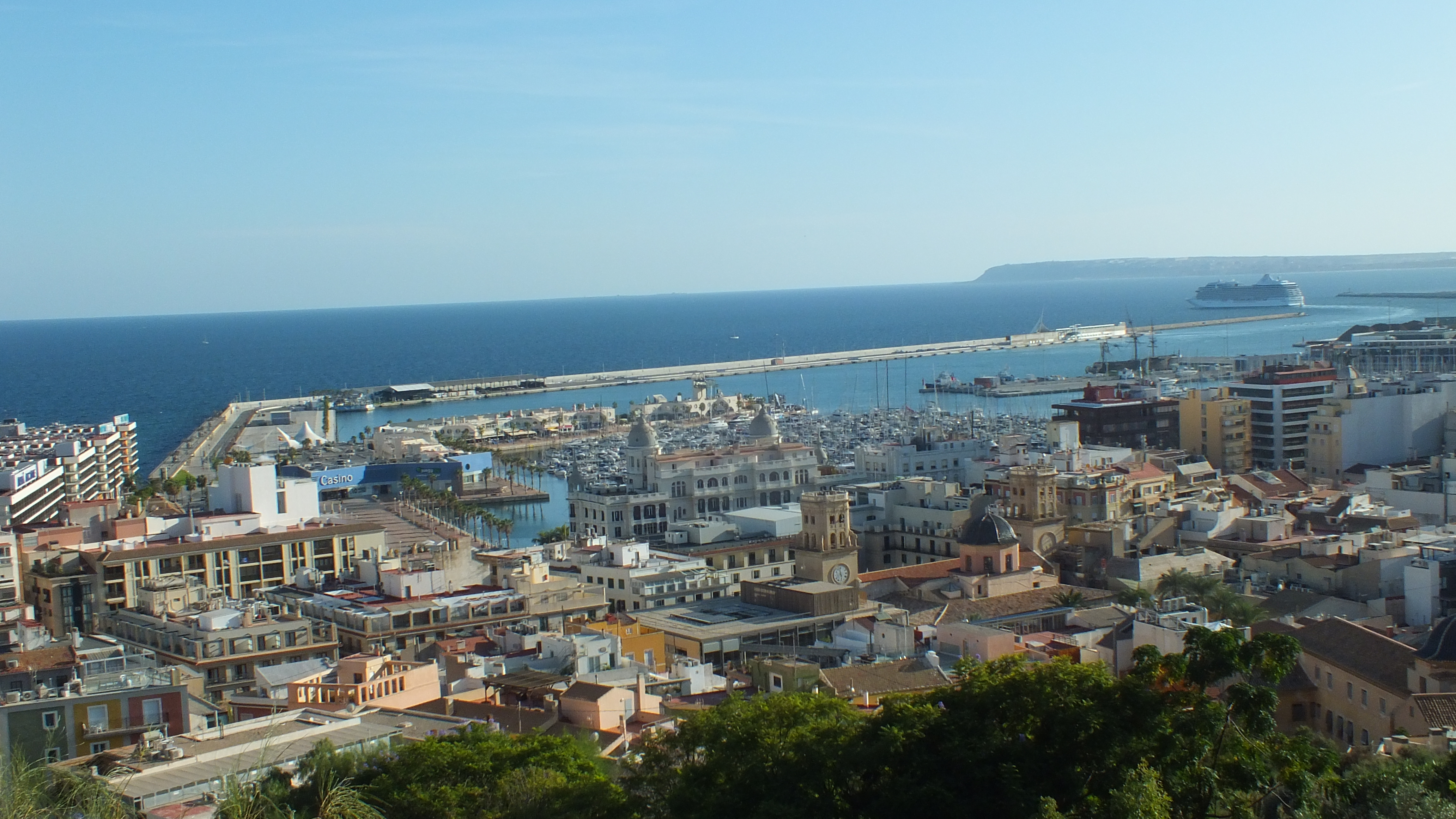
Вид из крепости на порт Аликанте, 2019

Крепость Святой Варвары (исп. Castillo de Santa Bárbara) — крепость в центре города Аликанте, Испания. Расположена на горе Бенакантиль (Mount Benacantil) на высоте 166 метров над уровнем моря.
Внутри горы установлен скоростной лифт, поднимающий посетителей в крепость (подъём на лифте платный). Доступ в крепость свободный.

## История
На склонах горы Бенакантиль были обнаружены предметы материальной культуры Бронзового века, а также культуры иберов и римлян. Однако, возникновение самой крепости датируется IX веком н. э. — периодом арабского владычества на Пиренейском полуострове.
4 декабря 1248 года крепость была захвачена войсками Альфонса Мудрого (исп. Alfonso X el Sabio), впоследствии короля Кастилии и Леона. Крепость получила нынешнее название в честь дня Святой Варвары, на который пришёлся захват цитадели.
В 1296 году крепость завоевана Хайме II Арагонским, в правление которого была начата её реконструкция. При Педро IV, Карле V и Филиппе II перестройка крепости продолжилась.
В 1691 году Санта-Барбара подвергается обстрелу со стороны французской эскадры.
Во время Войны за испанское наследство (1701—1714) удерживалась англичанами в течение 3-х лет.
В 1873 году, вместе с городом, была обстреляна испанскими повстанцами с фрегата «Нумансия».
В XVIII веке крепость постепенно теряет военное значение, её здания время от времени используются в качестве тюрьмы. Остается в полузаброшенном состоянии вплоть до 1963 года, когда, после реставрации, она была открыта для публичного посещения.